# 金沢市立浅野川中学校
金沢市立浅野川中学校（かなざわしりつ あさのがわちゅうがっこう、英語: Kanazawa Municipal Asanogawa Junior High School）は、石川県金沢市諸江町下丁にある公立中学校。通称は「浅中（あさちゅう）」。

## 概要
金沢市立中学校の中では、2023年5月時点で、兼六中学校、西南部中学校に次いで3番目に生徒数が多い中学校である。校舎は5階建てで、浅野川にかかる松寺橋の横に建っている。
校章は金沢市浅野川中学校が発足したとき、生徒から校章の図案を募集し、当時3年生であった「第1回生」の作品が選ばれたものである。図案は三角形の集合を基本としている。大きな逆三角形のそれぞれの頂点に位置する3つの三角形は、当時の学習の象徴であった「ペン」をかたどったものであり、浅野川中学校に統合されることになった「鞍月中学校」「川北中学校」「長田中学校（一部の生徒）」の3中学校を表している。中央部の「中」のまわりの6つの小さな三角形は、当時の浅野川中学校への通学区域内にあった「大浦」「粟崎」「潟津」「鞍月」「諸江」「松寺」の6小学校を意味している。

## 沿革
《主要な出典：》
- 1947年（昭和22年）
  - 5月7日 - 河北郡川北村立川北中学校開校。
  - 5月16日 - 金沢市立鞍月中学校開校。
- 1949年（昭和24年）6月1日 - 川北村の金沢市編入により金沢市立川北中学校と改称。所在地：金沢市木越町レ6番地[6]。
- 1951年（昭和26年）12月24日 - 現在地に新校舎（当時は鞍月中学校）一棟竣工。生徒移転完了[7]。
- 1952年（昭和27年）
  - 1月1日 - 金沢市立川北中学校と金沢市立鞍月中学校が合併し[注釈 1]、金沢市立浅野川中学校が開校[9][10]。所在地：金沢市諸江町下丁388番地（現在地）[11][12]。
  - 4月19日 - 合併記念式。
  - 4月24日 - 校歌制定[7]。
- 1954年（昭和29年）
  - 6月19日 - 体育館落成記念式[7]。
  - 8月24日 - 同窓会設立。
- 1956年（昭和31年）12月13日 - 全校舎完成落成式[7]。
- 1957年（昭和32年）5月16日 - 創立10周年[注釈 2]記念式、校旗樹立[7]。
- 1958年（昭和33年）10月30日 - 運動場整地完了。
- 1961年（昭和36年）8月5日 - プール竣工式[7]。
- 1967年（昭和42年）10月20日 - 創立20周年[注釈 2]記念式、放送室改築。
- 1969年（昭和44年）1月20日 - 水道施設工事完了。
- 1973年（昭和48年）3月 - プレハブ教室増設（1974年、1976年にも増設）[7]。
- 1977年（昭和52年）
  - 5月16日 - 創立30周年[注釈 2]記念式。
  - 6月17日 - 改築工事[7]及び鉄筋5階建等工事起工式。
- 1978年（昭和53年）
  - 3月22日 - 第1期工事完了[7]、新校舎使用開始。
  - 12月21日 - 第2期工事完了[7]使用開始。
- 1979年（昭和54年）9月1日 - 第3期工事完了[7]使用開始。
- 1980年（昭和55年）10月31日 - 校舎1～3階防球格子取付工事完了。
- 1982年（昭和57年）
  - 3月20日 - 第4期工事完了、新校舎が完成[13]。特別教室、屋内運動場使用開始。
  - 7月10日 - 屋外プール完成[7]。
  - 7月22日 - 増改築工事（プール含む）落成式[14]。
- 1983年（昭和58年）8月30日 - テニスコート新設。
- 1985年（昭和60年）7月 - 金沢市立港中学校建設工事開始[7]。
- 1987年（昭和62年）3月31日 - 金沢市立港中学校と分離（鞍月小学校、粟崎小学校校下）。
- 1988年（昭和63年）3月31日 - 運動場整地及び防球網取付工事完了。
- 1991年（平成03年）2月20日 - CAI室設備工事完了。
- 1994年（平成06年）3月20日 - 図書室及び音楽室空調設備取付工事完了。
- 1997年（平成09年）5月16日 - 創立50周年[注釈 2]記念式。
- 1999年（平成11年）4月23日 - 運動場整備工事完了。
- 2000年（平成12年）9月30日 - さわやかトイレ完成式。
- 2002年（平成14年）8月2日 - パソコンルーム完成。
- 2003年（平成15年）7月15日 - 給食配膳室完成。
- 2004年（平成16年）7月16日 - 校長室、職員室、事務室並びに保健室空調設備取付工事完了。
- 2007年（平成19年）3月30日 - みどり学級新規設置工事完了。
- 2008年（平成20年）
  - 4月1日 - さくら学級開設。
  - 9月24日 - 第1期耐震工事完了（東校舎・北校舎）。
- 2015年（平成27年）3月18日 - テニスコート改修完了。
- 2020年（令和02年）4月13日[15] - 新型コロナウイルス感染症拡大防止のため、同年5月31日までの間、学校臨時休業を実施[16]。

## 校歌
作詞：大沢衛、作曲：安藤芳亮

## 通学区域
- 諸江町小学校通学町、浅野川小学校通学町、大浦小学校通学町[17]

## アクセス
- 北陸鉄道浅野川線 割出駅

## 周辺
- 浅野川

## 著名な出身者
- 鈴木大輔（サッカー選手）